# 相愛音楽教室
相愛大学附属音楽教室（そうあいだいがく ふぞく おんがくきょうしつ）は、学校法人相愛学園が設置する音楽教室である。

## 概要
1955年、相愛女子短期大学音楽科長に就任した山田耕筰は、東日本の桐朋学園子供のための音楽教室を意識し、井口基成、伊藤武雄、斎藤秀雄、吉田秀和、井口愛子、池内友次郎、柴田睦陸、鷲見三郎、團伊玖磨、山田真梨子など教授陣を迎え、1960年10月、西日本の音楽教育拠点相愛学園子供の音楽教室を成した。
2014年4月、名称が「相愛大学附属音楽教室」に改められた。
ソルフェージュ、実技、オーケストラ演奏、合唱などの教育が行われている。
主に関西から生徒が集まり、これまで小栗まち絵、大山平一郎、葉加瀬太郎など多数の音楽家を輩出している。

## 交通
本町キャンパス
〒559-0033 大阪市中央区本町4丁目1-23
大阪メトロ 御堂筋線 本町駅 A階段で傘不要の専用通路